# Зняття Джо Байдена з президентських виборів 2024 року у США

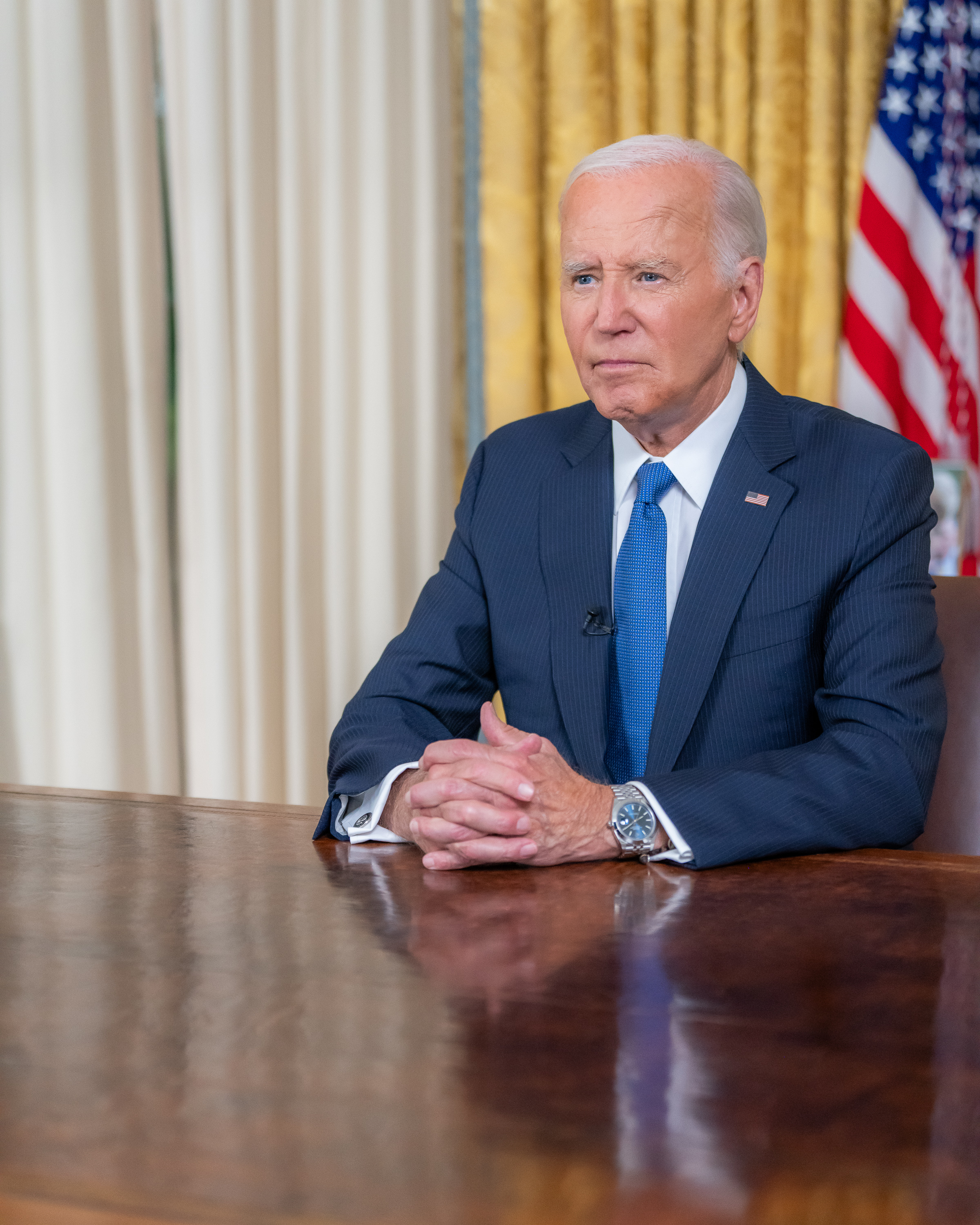
Байден говорить про своє рішення відмовитися від кандидатури в телевізійному зверненні, 24 липня 2024 року

21 липня 2024 року чинний президент США від Демократичної партії Джо Байден оголосив про свою відмову від участі в виборах президента США 2024 року в заяві в соціальних мережах. Він підтримав віцепрезидента Камалу Гарріс як свою наступницю як кандидата від партії на виборах.
25 квітня 2023 року Байден оголосив про свій намір балотуватися на другий термін на виборах 2024 року, знову з Камалою Гарріс як віцепрезиденткою. Однак під час його президентства виникли побоювання з приводу стану здоров'я Байдена, насамперед через його вік і здатність виконувати обов'язки на другий термін. Ці побоювання посилилися в червні 2024 року після дебатів між Байденом і кандидатом від Республіканської партії Дональдом Трампом. Виступ Байдена було широко розкритиковано, коментатори зазначали, що він часто втрачав хід думок і давав плутані відповіді, мав невпевнений вигляд, говорив хрипким голосом і неодноразово не міг згадати статистичні дані або зв'язно висловити свою думку.

## Зняття кандидатури
21 липня в акаунті Байдена в «X» було опубліковано твіт із листом, у якому він оголосив про свою відмову від кандидатури. У листі він написав: «Хоча мій намір полягав у тому, щоб балотуватися на другий термін, я вважаю, що в інтересах моєї партії та країни відмовитися від участі та зосередитися виключно на виконанні обов'язків президента протягом терміну, що залишився на моєму правлінні». Пізніше того самого дня в тому самому акаунті було розміщено пост, у якому Байден підтримав віцепрезидентку Камалу Гарріс, яка обіймає цю посаду з 2021 року, як свою наступницю на президентських виборах. 24 липня 2024 року, у своєму першому виступі після відмови від участі в президентських перегонах, президент Байден пояснив своє рішення. Виступаючи з Овального кабінету, він заявив, що його причиною став «захист демократії». Звертаючись до президентських кампаній, він зазначив: «Америка має обрати між рухом уперед або назад, між надією і ненавистю, між єдністю і поділом».